# هاید پارک کرنر (فیلم)
هاید پارک کرنر (انگلیسی: Hyde Park Corner (film)) فیلمی در ژانر درام و لودگی است که در سال ۱۹۳۵ منتشر شد. از بازیگران آن می‌توان به گوردن هارکر اشاره کرد.